# 多伎町
多伎町（たきちょう）は、かつて島根県の東部 (簸川郡) にあった町。2005年、合併により出雲市の一部となった。

## 地理
- 河川：田儀川

## 歴史
- 1956年（昭和31年）9月30日 - 岐久村・田儀村が合併して多伎村が発足。
- 1963年（昭和38年）11月3日 - 多伎村が町制施行して多伎町となる。
- 2005年（平成17年）3月22日 - 出雲市・平田市・佐田町・湖陵町・大社町と合併し、改めて出雲市が発足。同日多伎町廃止。

## 交通

### 鉄道
JR山陰本線:小田駅、田儀駅

### 高速道路
山陰自動車

### 国道
- 国道9号

### 県道
- 主要地方道

旧町内を走る主要地方道はない
- 一般県道
  - 島根県道277号多伎江南出雲線
  - 島根県道280号佐田小田停車場線
  - 島根県道284号田儀山中大田線

## 姉妹都市

### 海外
- カラヨキ（フィンランド）